# Ivan Jelen
Ivan Jelen, slovenski politik, poslanec in rudar, * 25. november 1944, Ponikva pri Žalcu.
Ivan Jelen, član Demokratične stranke upokojencev Slovenije, je bil leta 2004 izvoljen v Državni zbor Republike Slovenije; v tem mandatu je bil član naslednjih delovnih teles:
- Odbor za okolje in prostor,
- Odbor za obrambo (podpredsednik),
- Preiskovalna komisija za ugotovitev politične odgovornosti nosilcev javnih funkcij v zvezi z domnevnim oškodovanjem državnega premoženja pri prodaji deležev Kapitalske družbe d.d. in Slovenske odškodninske družbe d. d. v gospodarskih družbah in sicer tako da zajema preiskava vse prodaje ki so sporne z vidika skladnosti z zakoni in drugimi predpisi ter z vidikov preglednosti in gospodarnosti in
- Mandatno-volilna komisija.